# چاملی‌چاتاک (اردهان)
چاملی‌چاتاک (به ترکی استانبولی: Çamlıçatak، به کردی: Gûlebert) یک منطقهٔ مسکونی در ترکیه است که در اردهان واقع شده‌است. چاملی‌چاتاک ۷۷۷ نفر جمعیت دارد و ۱٬۸۰۰ متر بالاتر از سطح دریا واقع شده‌است. این منطقه پیش از جنگ جهانی اول محل سکونت ارمنی‌ها و یونانی‌ها بود اما پس از آن نیروهای عثمانی آن‌ها را به دیگر نقاط تبعید کردند و مهاجرت دادند..